# Сульфид дигафния
Сульфид дигафния — бинарное неорганическое соединение
гафния и серы
с формулой Hf2S,
кристаллы.

## Получение
- Нагревание стехиометрических количеств простых веществ:

{\displaystyle {\mathsf {2Hf+S\ {\xrightarrow {T}}\ Hf_{2}S}}}

## Физические свойства
Сульфид дигафния образует кристаллы
гексагональной сингонии, пространственная группа P 63/mmc, параметры ячейки a = 0,337 нм, c = 1,179 нм, Z = 2,
структура типа дисульфида ниобия.